# Piotr Wannowski
Piotr Siemionowicz Wannowski (ros. Пётр Семёнович Ванновский, ur. 24 listopada?/6 grudnia 1822 w Kijowie, zm. 17 lutego?/1 marca 1904 w Petersburgu) – rosyjski polityk i wojskowy, generał piechoty i generał adiutant armii carskiej, minister wojny (1881–1898), minister oświecenia publicznego (1901–1902).

## Życiorys

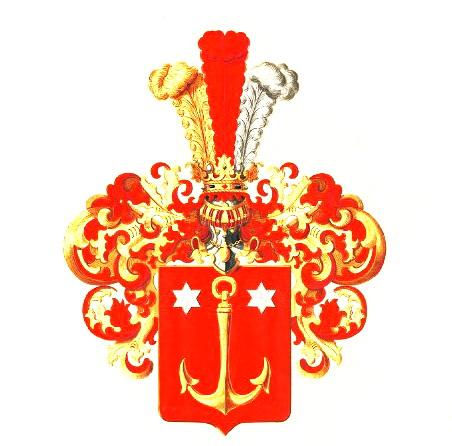
Herb Wannowskich nadany w 1892 r.

Był synem Semena (Siemiona) Wannowskiego, wykładowcy języka francuskiego w I Gimnazjum Męskim w Kijowie. Pochodził z drobnej białoruskiej szlachty z guberni mińskiej.
Piotr Wannowski wykształcenie zdobył w 1 Moskiewskim Korpusie Kadetów, gdzie 23 lipca 1840 otrzymał promocję na chorążego (praporszczyk) w Finlandzkim Pułku Lejbgwardii. Uczestniczył w tłumieniu powstania węgierskiego w 1849 r. W czasie wojny krymskiej brał udział w walkach pod Tutrakanem i Silistrą. Został nagrodzony Orderem Świętego Włodzimierza IV klasy z mieczami i kokardą.
W 1855 r. został mianowany dowódcą batalionu, a w 1857 r. – komendantem Oficerskiej Szkoły Strzelców w Oranienbaumie, w 1861 r. – komendantem Korpusu Kadetów Pawłowskich (od 1863 r. – Pawłowska Szkoła Wojskowa). Od 1868 r. dowodził dywizją piechoty, a następnie 12. Korpusem Armii.
W okresie wojny rosyjsko-tureckiej (1877–1878) był szefem sztabu zgrupowania ruszczuckiego (Рущукский отряд – wschodnia część rosyjskiej Armii Dunaju, w składzie 12. KA i 13. KA, nazwa od twierdzy Rusçuk, dziś: Ruse), dowodzonego przez carewicza Aleksandra. Za odwagę i umiejętności dowódcze otrzymał Order Świętego Włodzimierza III stopnia. W lutym 1878 r. został dowódcą zgrupowania ruszczuckiego. W 1880 r. Wannowski został zaliczony w poczet oficerów sztabu generalnego bez ukończenia Akademii Mikołajewskiej.
Dzięki osiągnięciom militarno-organizacyjnym podczas wojny z Turcją został mianowany ministrem wojny przez Aleksandra III, nowego cesarza (a swojego bezpośredniego przełożonego na froncie tureckim).
Jako minister wojny przeprowadził szereg reform, który znaczenie porównuje się niekiedy z reformami Milutina, m.in. zreorganizował dowodzenie wojsk, np. upraszczając administrację wojskową. Dążył do wzmocnienia siły jednostek wojskowych, dlatego nakazał redukcję elementów niebojowych. Pułki kawalerii miały składać się nie z 4, lecz 6 szwadronów, zwiększono liczbę pułków kozackich, wzmocniono siłę artylerii, utworzono brygady wojsk inżynieryjnych. Rozbudowano korpusy kadetów z dotychczasowych gimnazjów wojskowych, a jednostki szkoleniowe przekształcano w szkoły oficerskie. Podniesiono możliwości mobilizacyjne i mobilne armii poprzez budowę nowych linii kolejowych. Zmieniono także system zarządzania twierdzami i okręgami wojskowymi. Wannowski przewidywał, że przyszła wojna europejska będzie miała charakter masowy, dlatego dążył do zgromadzenia strategicznych zapasów amunicji na kilka lat. Za jego czasów opracowano strategiczny plan ataku w kierunku Lwowa i utworzono pułk artylerii górskiej w Kijowskim Okręgu Wojskowym. Wprowadzono także nowy wzór munduru, nowe karabiny (Mosin wz. 1891), bezdymny proch artyleryjski i moździerze, jednak brak należytych kompetencji technicznych Wannowskiego wpłynął na zacofanie technologiczne artylerii i ogólnie armii rosyjskiej. W historiografii radzieckiej reformy Wannowskiego nazywano kontrreformami, a jako przejawy reakcji wskazywano wprowadzenie obowiązkowej służby wojskowej na Kaukazie i w obwodzie siemirieczeńskim, zaostrzenie dyscypliny i zachęcanie oficerów do pojedynków. Pisano też, że w armii był skrajnie niepopularny.
Wśród wielu decyzji Wannowskiego jako ministra wojny był wniosek o budowie linii kolejowej Brześć–Chełm o czysto wojskowym przeznaczeniu (połączenie garnizonów w obu miastach).
1 stycznia 1898 r. Wannowski został zdymisjonowany ze stanowiska ministra wojny i mianowany do Rady Państwa. 20 lutego 1899 r. powierzono mu śledztwo w sprawie niepokojów studenckich rozpoczętych strajkiem w 1899 r. Raport Wannowskiego okazał się krytyczny wobec działań policji i ministerstwa oświaty.
W 24 marca 1901 r. został mianowany ministrem edukacji. Podjął mało skuteczne próby zliberalizowania systemu oświaty: zwolniono studentów wcielonych karnie do wojska i zaprzestano praktykowania tej kary, stworzono pewne możliwości organizowania korporacji akademickich, kół naukowych i literackich, stołówek itp. Zniósł obowiązek nauki greki w większości gimnazjów klasycznych, pozostawiając go jako zajęcia fakultatywne dla kandydatów na studia uniwersyteckie.
1 kwietnia 1902 r. przeszedł na emeryturę.
Pochowany na cmentarzu Nikolskim przy ławrze Aleksandra Newskiego w Petersburgu.

## Awanse
- podporucznik (11.04.1843 r.)
- podporucznik (15.04.1845 r.)
- sztabskapitan (03.04.1849)
- kapitan (06.12.1853)
- pułkownik (06.04.1855)
- generał major (30.08.1861)
- generał porucznik (26.10.1868)
- generał adiutant (26.02.1878)
- generał piechoty (15.05.1883)

## Rodzina
Żona: Aleksandra Aleksandrowna Wannowska, zmarła 21 listopada 1910 r., pochowana na Cmentarzu Nikolskim przy Ławrze Aleksandra Newskiego w Petersburgu.
Synowie:
- Boris Wannowski(inne języki) (1860-?), generał porucznik, dowódca 4. Dywizji Kawalerii podczas I wojny światowej, brak wiarygodnych informacji po 1917[8].
- Siergiej Wannowski(inne języki) (1869-1914), jako dowódca 3. Samodzielnej Brygady Kawalerii(inne języki) 5. KA (w stopniu generała majora) śmiertelnie ranny pod Kamionką Strumiłową, zmarł w austriackim szpitalu we Lwowie, pośmiertnie mianowany generałem porucznikiem

## Upamiętnienie

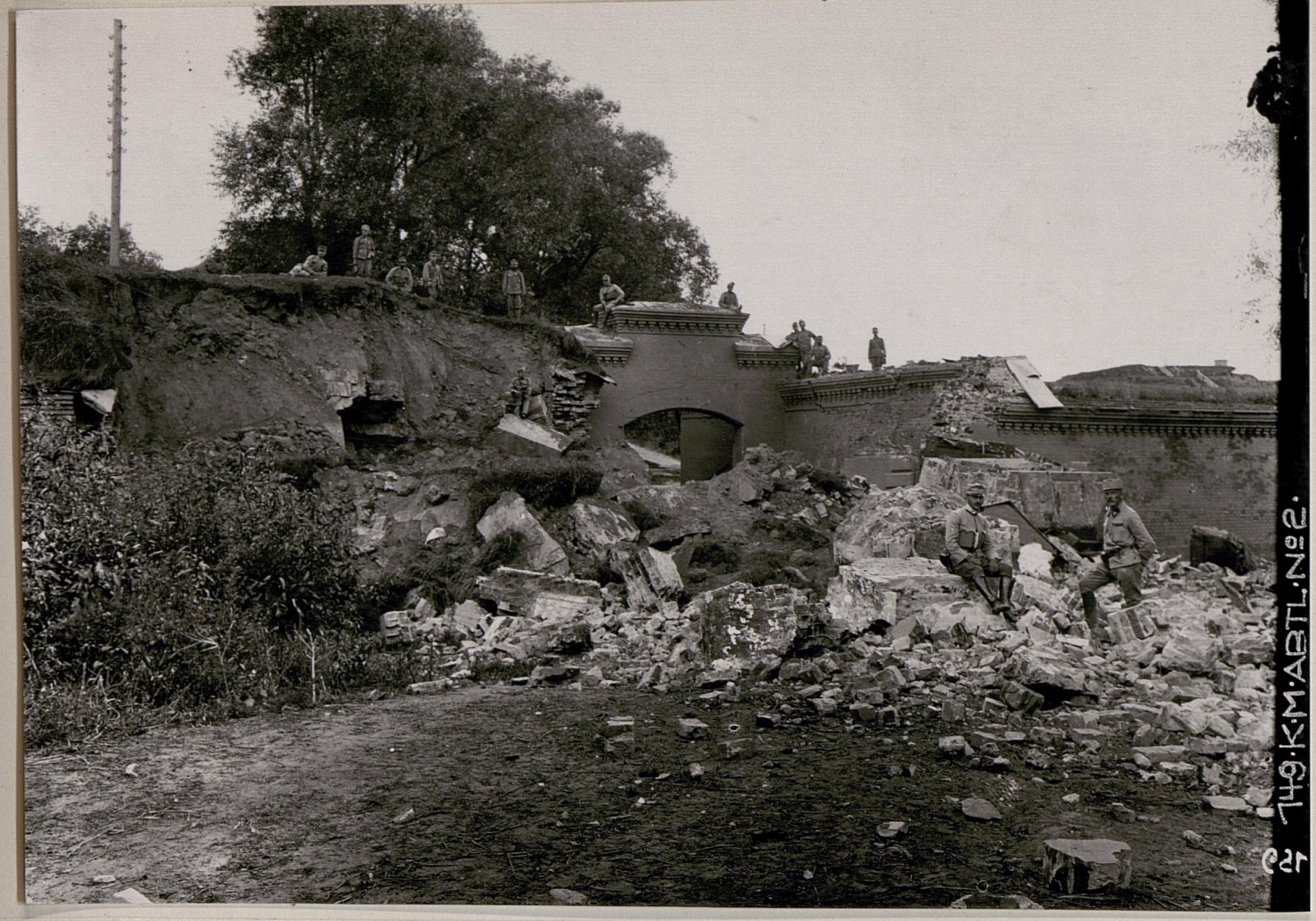
Brama fortu Wannowski (stan po wysadzeniu jej przez Rosjan 4 VIII 1915 r.).

- Wannowskoje(inne języki) – wieś, obecnie w rejonie tbilisskim Kraju Krasnodarskiego
- Wanowskiý(inne języki) – dawna miejscowość, obecnie w granicach Aszchabadu, stolicy Turkmenistanu, w etrapie Büzmeýin
- Wannowskoje – do 1941 r. nazwa Tinchliku, dziś w Uzbekistanie
- Fort kolejowy Wannowski w obrębie kompleksu twierdzy Iwanogród, obecnie na terenie Nagórnika Wielkiego[9]